# Romance XXX
Romance XXX (Alternativtitel: Romance und Romance X) mit dem Untertitel Was wissen Sie über Männer? ist ein Film von Catherine Breillat aus dem Jahr 1999.

## Handlung
Marie und Paul sind ein Paar. Sie liebt ihn, doch er weigert sich, mit ihr zu schlafen. Das führt nicht zur Trennung des Paares, sondern zu sexuellen Abenteuern Maries mit unterschiedlichsten Männern, die sich auch zu Bondage-Sex verführen lässt. 
Von ihrem einzigen sexuellen Akt mit Paul wird sie schwanger. Bei einer von ihr absichtlich ausgelösten Gasexplosion in der gemeinsamen Wohnung stirbt Paul. Schließlich bringt Marie einen Sohn auf die Welt, den sie nach ihrem verstorbenen Partner benennt.

## Hintergrund
Romance XXX hat wegen seiner sexuellen Darstellungen kontroverse Diskussionen ausgelöst, wie auch der Auftritt von Pornostar Rocco Siffredi. Trotzdem ist er entfernt von normalen pornografischen Filmen, weil er auf die genreübliche Bildsprache verzichtet und eine geschlossene Handlung aufweist. Gezeigt wird eine junge Frau, die mit ihrem Leben und ihrer Sexualität nicht zurechtkommt.
Catherine Breillat hatte große Sorgen, dass Mitglieder ihres Teams die Dreharbeiten abbrechen würden, wenn sie erfahren, dass ein professioneller Pornodarsteller mitspielt. Sie teilte dies dem Team erst einen Tag vor dem Dreh der entsprechenden Szene mit. 
Das Filmplakat wurde in den USA verboten.

## Filmkritik
Trotz der offensichtlichen Unterschiede zu pornografischen Filmen und der Anerkennung der dramatischen Handlung bemängelten viele Kritiker, dass der Film am Ende einfach nur langweilig sei und (trotz Bondage) zu keiner Zeit wirklich zu fesseln vermöge.
- Merten Worthmann schreibt in der Wochenzeitung Die Zeit, in Romance würden Schlachten geschlagen, die längst geschlagen worden seien. Es gehe längst nicht mehr um die sexuelle Freiheit, sondern um ihre fragwürdige Ernte. Der Film scheint dem Kritiker zu plakativ, zu wenig am konkreten Schicksal orientiert: In dem Film würden „Planspiele“ mit „beredten Pappkameraden vor Signalfarbenkulisse“ durchgeführt.[2]
- Das Lexikon des internationalen Films gratuliert der Regisseurin zu ihrer unverkrampften Darstellung von Sexualität ohne jede falsche Scham. Romance sei alles andere als ein Pornofilm. Der Film stelle unverblümt die Sinnsuche einer Frau dar, „kompromisslos und in all ihrer Widersprüchlichkeit“. Andererseits sieht der Rezensent Hans Jörg Marsilius in dem Film eine gewisse „Thesenhaftigkeit“ und „Überstilisierung“, die ihm Vitalität und Überzeugungskraft raubten.[3]
- Rüdiger Suchsland urteilte im Filmmagazin artechock, der Film sei nur anstößig, insofern er gängige Schemata unterlaufe. Wörtlich heißt es dort: „Ansonsten ist Romance ein harter unvoyeuristischer Film, klug und radikal, manchmal spröde, aber auch ironisch – eine Zumutung im bestmöglichen Sinn.“[4]
- Der Kritiker Michael Dlugosch fand die Dialoge und das Ende des Films klischeehaft gekünstelt. Aber insgesamt gesehen sei Romance ein bemerkenswerter Beitrag zur Filmkunst, die poetischen Bilder blieben noch lange in Erinnerung, lobt er auf filmrezension.de.[5]